# Слот (река)
Слот (Слодь, Слоть)(укр. Слот) — левый приток Ревны, протекающий по Семёновскому и Корюковскому районам Черниговской области Украины.

## География
Длина — 42 км, площадь водосборного бассейна — 363 км².
Русло слабо извилистое, шириной 6-8 м и глубиной 1,5 м (в приустьевом участке шириной 8 м и глубиной 2,1 м, в нижнем течении — соответственно 16 и 1,5, в среднем течении — соответственно 8 и 0,9). Долина корытообразная, шириной 2-2,5 м. Русло частично выпрямлено в канал (канализировано). Скорость течения — 0,3. В приустьевой части русло сильно извилистое с протоками, которые соединяют Слот и Ревну, и старицами.
Пойма широкая и занята лугами и заболоченными участками, очагами — лесами (доминирование сосны). В среднем течении берега обрывистые с пляжами. В верхнем течении при впадении Лубны пойма реки переходит в болото Еневщина. Значительные лугово-болотные массивы расположены в междуречье Слота и Ревны.
В пойме реки расположен гидрологический заказник местного значения Слотский, с общей площадью 300 га.
Берёт начало северо-восточнее села Лубня (Семёновский район). Река течёт на запад, в нижнем течении — на северо-запад. Впадает в Ревну в 3,7 км от устья, западнее села Барановка (Семёновский район).
Притоки (от истока к устью): Моисеевка, Лубна. Согласно изданию «Чернігівщина: Енциклопедичний довідник», река имеет такие притоки: Моисеевка, Лубна, Глыбочка (правая).
Населённые пункты на реке (от истока к устью):
Семёновский район
1. Шведчина
2. Жадановка
3. Старая Гутка
4. Ольшанка

Корюковский район
1. Белошицкая Слобода
2. Перелюб
3. Балясы
4. Рудня
5. Шишковка